# Maculonaclia truncata
Maculonaclia truncata är en fjärilsart som beskrevs av Griveaud 1964. Maculonaclia truncata ingår i släktet Maculonaclia och familjen björnspinnare. Inga underarter finns listade i Catalogue of Life.